# Capucines du Sacré-Cœur
Les Capucines du Sacré-Cœur (en latin : Congregatio sororum capuccinarum sacri cordis) est une congrégation religieuse enseignante de droit pontifical. 

## Historique
Les origines de la congrégation remontent à 1886 lorsque le Père François Marie Di Francia donne l'habit religieux à Messine à quatre jeunes filles, parmi lesquels Natalie Briguglio, en religion Mère Véronique de l'Enfant-Jésus, qui sera cofondatrice. La date de fondation officielle a lieu le 11 mars 1897 à Roccalumera lorsque les sœurs déménagent pour prendre la direction de l'orphelinat.
L'institut est agrégé aux Frères Mineurs Capucins le 1er décembre 1915 et reconnu comme institut religieux de droit diocésain en 1936. Il reçoit le décret de louange le 4 mars 1943 et l'approbation définitive du Saint-Siège le 16 février 1957.

## Activités et diffusion
Les sœurs se consacrent à l'enseignement et aux soins des jeunes, en particulier des pauvres et des abandonnés, dans les écoles, les jardins d'enfants, et les internats.
Elles sont présentes en Italie, Pologne, Slovaquie et Colombie. 
La maison-mère est à Rome. 
En 2017, la congrégation comptait 204 dans 28 maisons.